# Peter Van Den Abeele
Peter Van Den Abeele (né le 1er mai 1966 à Gand) est un coureur cycliste belge, devenu responsable « Off-Road » de l'Union cycliste internationale (UCI), chargé du BMX, du VTT et du cyclo-cross.

## Biographie
Peter Van Den Abeele fait ses débuts en  BMX à 14 ans et remporte le championnat du monde BMX Open en 1984. À 18 ans, il se tourne vers le cyclo-cross, discipline dans laquelle il passe professionnel en 1989, à 23 ans. Il remporte le championnat de Belgique en 1994.
Il court également en VTT. En 1995, il gagne le prologue et deux étapes du Tour VTT. Leader du classement général, il doit abandonner après s'être fracturé la clavicule. Il est champion de Belgique de cross-country en 1997, et connaît deux expériences malheureuses aux Jeux olympiques : il ne peut termine la course à cause d'une tige de selle cassée à Atlanta en 1996 et à cause d'un axe de roue rompu à Sydney en 2000.
Après la fin de sa carrière de coureur, Peter Van Den Abeele obtient une maîtrise en gestion du sport, puis devient directeur sportif de l'équipe Vlaanderen-T. Interim-Eddy Merckx en 2002,.
Parallèlement à cette fonction, il est délégué technique UCI pour le cyclo-cross. Fin 2003, il intègre l'UCI à plein temps et quitte son poste de directeur sportif. Il est responsable « Off-Road » de l’UCI, chargé du BMX, du VTT et du cyclo-cross. Ses missions dans cette fonction incluent notamment de « mettre les règlements à jour, établir le calendrier international, élaborer le tableau des prize money et coordonner tous les aspects des Coupes du Monde et des Championnats du Monde UCI. »

## Palmarès

### Championnats nationaux
- 1991-1992
  - Koppenbergcross
  - Noordzeecross
- 1992-1993
  - 5e du Superprestige
- 1993-1994
  -  Champion de Belgique de cyclo-cross
  - 5e de la Coupe du monde
- 1994-1995
  - 2e du championnat de Belgique de cyclo-cross
- 1997-1998
  - Koppenbergcross
- 1999-2000
  - Koppenbergcross

## Palmarès en VTT
- Champion de Belgique de cross-country en 1997